# Riehlstraße
Die Riehlstraße ist eine zentrale innerstädtische Wohnstraße in Berlin-Charlottenburg. Sie verläuft vom Kaiserdamm bis zur Wundtstraße in Hufeisennummerierung (rechts 1–10 und links 11–19). Sie hat die Postleitzahl 14057. Die ehemalige Straße 27a trägt ihren heutigen Namen seit dem 8. Dezember 1906. Sie wurde nach dem Kulturhistoriker und Schriftsteller Wilhelm Heinrich Riehl benannt. Die Westseite grenzt direkt an die Bundesautobahn 100 und die Berliner Ringbahn. Über die Dresselstraße hat sie einen direkten Zugang zum S-Bahnhof Messe-Nord/ZOB. Der nahegelegene Lietzensee mit dem Lietzenseepark ist über eine steile Treppe auf der Ostseite der Straße zu erreichen, die zur direkt am Park gelegenen Wundtstraße führt.

## Gebäude
Das Haus Nr. 4–6 a, 1925 erbaut von Curt Leschnitzer, steht unter Denkmalschutz.
Vor dem Haus Nr. 11a befinden sich drei Stolpersteine.

## Einzelnachweise

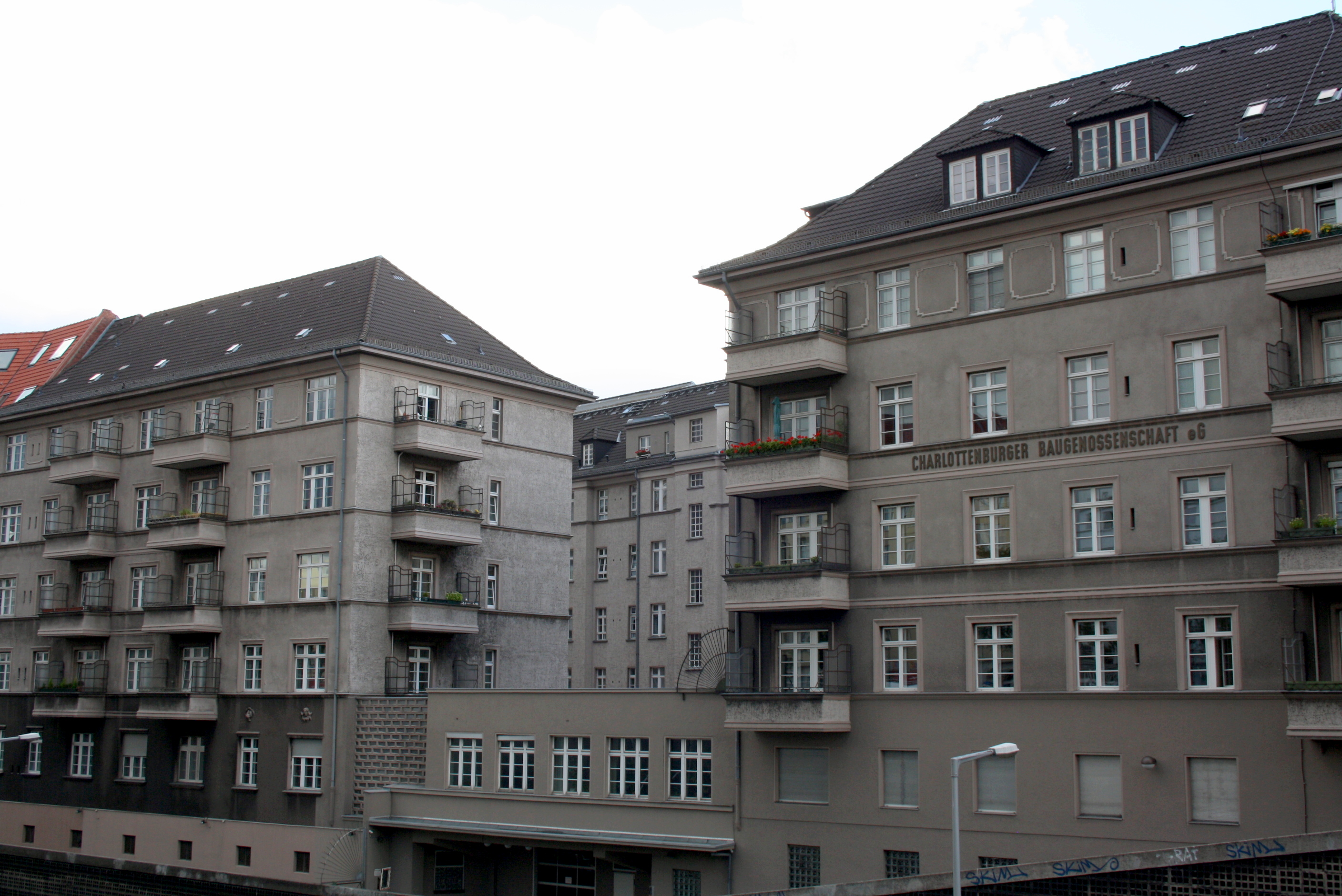
Wohnanlage Riehlstraße 4–6A